# George Budd
George Budd (North Tawton, 23 febbraio 1808 – Barnstaple, 14 marzo 1882) è stato un medico britannico. Da lui prende il nome la sindrome di Budd-Chiari.

## Biografia
Figlio di Samuel Budd, chirurgo della città di North Tawton, come molti suoi fratelli seguì le orme paterne, divenendo a sua volta medico con laurea presso l'università di Cambridge. Impiegato al Middlesex Hospital, fu tra i primi medici a promuovere l'uso dello stetoscopio.
Nel 1836 divenne membro della Royal Society. Nel 1837 divenne medico di bordo della nave ospedale HMS Dreadnought, ancorata a Greenwich, dove assieme al collega George Busk compì importanti ricerche su malattie allora molto diffuse come colera e scorbuto. Nel 1840 divenne professore di medicina al King's College London, rimanendolo fino al 1863. Nel 1867 cessò del tutto l'attività medica e si ritirò a Barnstaple, dove morì nel 1882.
I suoi studi si concentrarono sul fegato, e fu il primo a descrivere in dettaglio quella che divenne nota come sindrome di Budd-Chiari.